# Araneus goniaeus
Araneus goniaeus là một loài nhện trong họ Araneidae.
Loài này thuộc chi Araneus. Araneus goniaeus được Tord Tamerlan Teodor Thorell miêu tả năm 1878.